# Aspalathoides
Aspalathoides là một chi thực vật có hoa trong họ Đậu.